# Günther Marks
Günther Marks (* 28. November 1897 in Gollnow (Pommern); † 4. März 1978 in Dahme/Mark) war ein deutscher Kirchenmusiker, Kantor, Pädagoge, Organist und Komponist.

## Leben

Günther Marks mit 80 Jahren

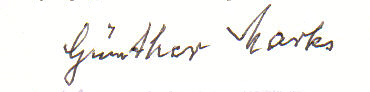
Unterschrift

### Kindheit und Jugend
Günther Marks wuchs in einem Elternhaus auf, in dem Hausmusik zum Familienleben gehörte. Er erhielt bereits mit vier Jahren Violinunterricht von seinem Großvater. 
Sein Wunsch, Musik zu studieren, wurde ihm von seinen Eltern verweigert. Stattdessen solle er den Lehrerberuf ergreifen. Seine erste Ausbildung erhielt er auf dem Lehrerseminar in Drossen, wo er mit der „Kindersymphonie“ von Leopold Mozart sein Debüt als Dirigent gab. In dieser Zeit wandte er sich seinen späteren Hauptinstrumenten Klavier und Orgel zu.
Seine Ausbildung, die durch seine Teilnahme am Ersten Weltkrieg unterbrochen wurde, beendete er 1920 mit der Lehramtsprüfung. In dieser Zeit schrieb er im Gedenken an seinen bereits am ersten Kriegstag gefallenen 18-jährigen Bruder Erich ein Requiem mit Chor und großem Orchester, das in Leipzig und Berlin mehrfach aufgeführt wurde. Durch den Zweiten Weltkrieg ist die vollständige Partitur verloren gegangen. Nach Auffinden eines Klavierauszuges gestaltete Marks jedoch eine kürzere Fassung für einfache kirchenmusikalische Verhältnisse, die Kantate „Von der Nichtigkeit des Menschen und der Gnade Gottes“.

### Wirkungsort Wriezen und Zweiter Weltkrieg
Seine erste Anstellung als Lehrer erhielt er in Wriezen im Oderbruch. Für den von ihm gegründeten Kinderchor schuf er zahlreiche Kompositionen. Bald wandte sich Marks dem kirchenmusikalischen Schaffen zu und komponierte Kantaten, Motetten und Orgelwerke für den Gottesdienst. 1930 wurde er an die St.-Marien-Kirche in Wriezen berufen, wo ihm die 1729 erbaute Wagner-Orgel, die 1945 durch Kriegseinwirkungen zerstört wurde, zur Verfügung stand. Zum 1. Mai 1933 trat er der NSDAP bei (Mitgliedsnummer 2.654.862). 1939 wurde er auf Grund seiner Verdienste um die Kirchenmusik zum Kirchenmusikdirektor ernannt.
Auch im Zweiten Weltkrieg war er als Reserveoffizier Kriegsteilnehmer. In den Kämpfen um Stalingrad geriet er in sowjetische Gefangenschaft und kam in das Lager Saporischschja am Dnepr. In dieser Zeit vertonte er das Abendgedicht von Gottfried Kinkel „Wirf ab Herz, was Dich kränket“ als mehrstimmiges Lied – Zeichen eines tiefen Gottvertrauens.

### Wirkungsort Dahme/Mark
Nach seiner Entlassung aus der Kriegsgefangenschaft 1947 stand Marks vor dem Nichts. Seine Wriezener Wohnung, und damit auch viele seiner Kompositionen, war in den Kämpfen im Oderland zerstört worden. Präses Kurt Scharf, dessen Kompaniechef Marks war und Dr. Oskar Söhngen, der spätere Vizepräsident der Kirchenkanzlei der Evangelischen Kirche der Union, unterstützten Marks bei der Suche nach einem neuen Betätigungsfeld. Daraus entstand eine Freundschaft, deren Höhepunkt die Goldene Hochzeit des Ehepaares Marks 1972 in der Dahlemer Dorfkirche im damaligen West-Berlin, die von Kurt Scharf geleitet wurde.
Noch 1947 wurde Marks als Dozent für Orgelspiel und Tonsatz an das Evangelische Katechetische Seminar in Dahme/Mark berufen. Er bezog mit seiner Ehefrau Anneliese eine Wohnung im Viktoriastift, in der er bis zu seinem Tode 1978 wohnte.
In der historisch bedeutsamen Dahmer St.-Marien-Kirche aus dem 13. Jahrhundert fand Marks als sein Arbeitsinstrument eine Orgel mit wechselvoller Geschichte vor. Es war die dritte Orgel nach dem großen Stadtbrand von 1666, die 1906 vom Orgelbauer Schuke aus Potsdam in die Hülle der Vorgängerorgel eingebaut worden war. Die Schuke-Orgel enthielt 1600 Pfeifen, bestand aus zwei Manualen und dem Pedal und hatte 28 Register. Marks ließ sich von dieser Orgel für seine Kompositionen inspirieren. In den 17 Jahren seiner Dozententätigkeit am Seminar unterwies er an diesem Instrument mehr als 70 Seminaristen im Orgelspiel und führte sie zur C-Prüfung, die viele von ihnen als Grundlage für ein Studium der Kirchenmusik nutzten.
Für den Orgelunterricht nutzte Marks auch die Sauer-Orgel der im Zentrum des historischen Dahmer Stadtkerns befindlichen 700 Jahre alten Hospitalkirche. Von Karmeliten als Teil einer Klosteranlage erbaut, war die Kirche im 16. Jahrhundert zu einem Hospital für arme Leute umgewidmet worden. Nach Umbaumaßnahmen in den Folgezeiten diente das Erdgeschoss ab 1923 als Winterkirche und die oberen Etagen als Rentnerheim.
Marks erhielt schon bald nach seinem Amtsantritt in Dahme die Aufgabe, die alte Orgel der Hospitalkirche durch eine neue zu ersetzen. Die Orgelbaufirma Sauer aus Frankfurt (Oder) erhielt den Zuschlag und fertigte in der durch Materialmangel gekennzeichneten Nachkriegszeit aus „gebrauchten aber gut erhaltenen Teilen“ eine zweimanualige Übungsorgel mit Pedal. Marks begleitete den Orgelbau durch technische Fachberatung. 1950 war die Orgel fertiggestellt. Die „klaren, charakteristischen und tonschönen Stimmen“ der 522 Pfeifen, „die große Kombinationsmöglichkeit“ durch 10 Register und „die erstaunliche Präzision der pneumatischen Traktur“ wurden im Abnahmeprotokoll positiv hervorgehoben.
In der evangelischen Kirchengemeinde der Stadt wirkte Marks als Organist und Leiter des Kirchenchores. Jährlich wiederkehrende Höhepunkte seiner Tätigkeit als Kantor waren die musikalischen Feierstunden in der Dahmer Hauptkirche zu Karfreitag und Bußtag, in denen er auch eigene Kompositionen zu Gehör brachte. 1964 wurde er mit 67 Jahren in den Ruhestand versetzt und widmete sich fortan ganz seinem kompositorischen Schaffen.

### Lebensende

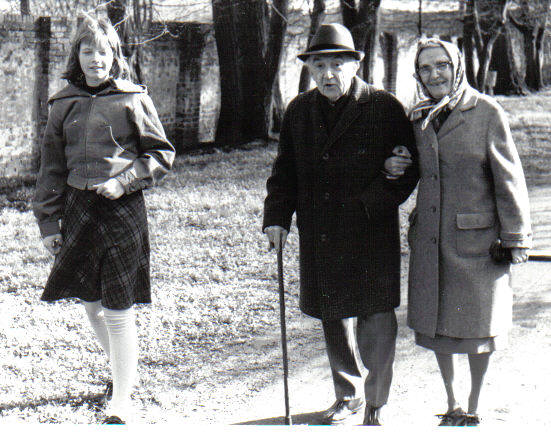
Güther Marks im Dahmer Schlosspark mit Ehefrau und Tochter des Fotografen

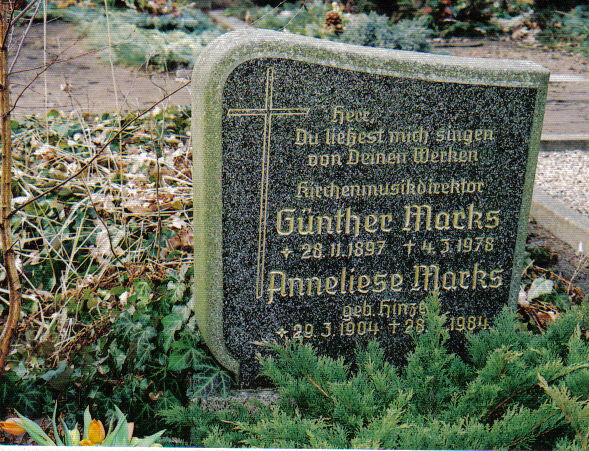
Grabstein von Günther Marks

In einem Brief an Bischof Martin Kruse brachte er seine Dankbarkeit gegenüber Gott zum Ausdruck, der ihm mit derart viel Musik für den gottesdienstlichen Gebrauch gesegnet habe. „Musik, die sich nicht »gelehrt« gebärden will, sondern sich bemüht, Gottes Wort in Klarheit und Wahrheit nahezukommen. Die Vertonungen bleiben Menschenwerk. So geht es mir auch nicht bei der Kirchenmusik allein um Musik, sondern um gesungene Predigten, um das Zentrum unseres Daseins unter Gottes Hand.“
Seine letzte Komposition war eine kleine Adventskantate mit dem Titel „Mache Dich auf und werde licht“, deren Aufführung er nicht mehr erlebte. Marks starb am 4. März 1978 kinderlos und wurde unter großer Anteilnahme seiner Freunde und ehemaligen Schüler auf dem Friedhof in Dahme bestattet.

## Kirchenmusikalisches Schaffen
Aus seinem umfangreichen kirchenmusikalischen Œuvre – bisher sind 335 große und kleine Kompositionen aufgefunden worden – ragen seine 1957 bzw. 1969 und 1972 geschriebenen Oratorien zur Passionszeit „Eden-Gethsemane“, „Herr, bin ich’s“ und „Ich bin’s – quo vadis homo“ besonders heraus. Diese Werke machten ihn in Ost- und Westdeutschland bekannt und wurden u. a. im Dom zu Greifswald, in Potsdam, Magdeburg, Halberstadt, Wernigerode, Rostock, Eisleben, Köln und Duisburg und auch im Rundfunk zu Gehör gebracht. Außerdem schrieb Marks Orchesterwerke, zum Beispiel das Konzert für vier Waldhörner und Streichorchester, Kompositionen für Bläser, insbesondere Waldhornquartette, Kantaten für Männer-, gemischten und Kinderchor sowie Sololieder und Spielstücke für verschiedene Besetzungen. 
Hinzu kommen über 200 Choral-Vorspiele, Toccaten (freie, groß angelegte Kompositionen), Partiten (mehrthematische Musikstücke) und Passacaglien (einthematische Vortragsstücke), die zum großen Teil nur handschriftlich vorliegen und von seinen Seminaristen in Dahme auch handschriftlich für den eigenen Gebrauch kopiert wurden. Bei den Choral-Vorspielen für alle Zeiten des Kirchenjahres ging es Marks darum, „der Not der Kirchenmusik auf dem Lande entgegenzutreten“. Hier sollten „Hilfsorganisten“ und Katecheten-Organisten befähigt werden, ohne große Vorbereitungen den Gottesdienst musikalisch zu begleiten. Diese für einen Komponisten schwierige Aufgabe, technisch einfache Vorspiele mit klanglich plastischer Wirkung zu schreiben, bewältigte Marks mit großem Einfühlungsvermögen. So entstanden Kompositionen für die einmanualige Dorforgel, die auch zur klanglichen Erweiterung Registriervorschläge für mehrmanualige Orgeln enthalten. Diese realistische Herangehensweise für die musikalische Umrahmung des Gottesdienstes ist heute aktueller denn je.
Bei seinen Liedern bevorzugte er Texte seiner Zeitgenossen Jochen Klepper (1903–1942), Adolf Scheer (1897–1984), Paul Toaspern (1924–2012), Heinrich Vogel (1902–1989) und Wolfram Böhme (1937–2011), mit denen er sich durch eine gemeinsame pazifistische und demokratische und in jedem Falle durch eine zeitkritische und wegweisend fortschrittliche, aufrichtige und wahrhaftige Gesinnung verbunden fühlte.

## Würdigung
Auf sein umfangreiches Schaffen an Chor- und Instrumentalmusik erhielt er zu Lebzeiten viel Resonanz. Prominente Kirchenmusiker würdigten seine Kompositionen. Oberlandeskirchenrat Oskar Söhngen, dem Marks seine Orgelsuite „Laudate Dominum“ gewidmet hatte, bezeichnete ihn als „Künder des Evangeliums in musikalischen Zungen“. Bischof D. Kurt Scharf nannte ihn einen „Freudenboten des Evangeliums mit seiner herrlichen großen Kunst“.
Marks Lied „Helft unsern Brüdern in der Welt“ wurde in das ökumenische Liederbuch „Cantate Domino“ des Weltkirchenrates aufgenommen. In Bezug auf sein eigenes kirchenmusikalisches Werk zitierte er E.T.A. Hoffmann: „Ein Komponist, der eine wahre Musica sacra schreiben will, wolle sich zuvor sehr prüfen, ob der Geist der Wahrheit und der Frömmigkeit in ihm wohne und ob dieser Geist ihn antreibe, Gott zu preisen.“

## Gedenkveranstaltungen
Im Gedenken an seinen 110. Geburtstag und zur Ehrung seiner ersten Schaffensperiode in Wriezen wurde unter der Leitung der Kantorin Christiane Moritz zum Kirchweihfest der dortigen St.-Marien-Kirche am 1. Juli 2007 die Kantate „Von der Nichtigkeit des Menschen und der Gnade Gottes“ sowie einige seiner Instrumentalwerke aufgeführt.
Auch im westhavelländischen Premnitz und den umliegenden Dörfern Döberitz, Mögelin und Vieritz wurde anlässlich dieses Geburtstagsjubiläums in der Vorweihnachtszeit 2007 seine Adventskantate „Mach dich auf und werde licht“ im Rahmen der Gottesdienste durch den ökumenischen Chor von Milow und Premnitz unter der Leitung der Kantorin Elisabeth Hendrich aufgeführt.
In einer weiteren kirchenmusikalischen Veranstaltung in seinem zweiten märkischen Wirkungskreis Dahme wurde in der Passionszeit 2008 mit der Aufführung einer Kantate mit Chor und Orgel (Leitung: Kantor Bernhard Barth) seines 30sten Todestages gedacht.
Kirchenmusikalischer Höhepunkt 2008 im Gedenken an Günther Marks war bisher die Wiederaufführung seines Abendliedes „Es ist so still geworden“ im Rahmen des Kirchenchortages des Kirchenkreises Oderland am 20. April im „Dom des Oderbruchs“ Neuküstrinchen an der Oder in einem mit Musik gestalteten Abschlussgottesdienst mit über 150 Sängern und Sängerinnen.
Am ersten Adventsonntag 2009, am 29. November 2009, einen Tag nach seinem 112. Geburtstag, fand in Dahme/Mark ein musikalischer Gedenkgottesdienst zu Ehren von Günther Marks unter großer Beteiligung von ehemaligen Schülern und Dahmer Bürgern statt. Dorothea Blache, Altfriedland, an der Orgel und der durch Dahmer Chorsänger verstärkte Rüstzeitchor unter der Leitung von Landessingwart Lothar Kirchbaum gestalteten das musikalische Programm mit Marks-Kompositionen. Im Rahmen der Gedenkveranstaltung wurde der wieder aufgefundene und liebevoll und sachkundig sanierte Grabstein vor der Kirche zwischen einer alten Linde und einer frisch gepflanzten Säuleneibe durch Pfarrer Carsten Rostalsky und die mit dem Marks-Ehepaar freundschaftlich verbundene Ingrid Malek aus Görsdorf enthüllt.

## Werke (Auswahl)
- Kleine Kantate auf den Advent – Mach dich auf und werde licht! – 1972 – Text: Wolfram Böhme – Carus-Verlag
- Kleine Weihnachtskantate – Uns ist ein Kind geboren – 1963 – Merseburger-Verlag
- Kleine Geburtstagskantate – Der Herr ist mein Schutz – 1962 – Hännsler-Verlag
- 1. Passionsoratorium – Eden-Gethsemane – 1957 – Carus-Verlag – Archiv-Nr.:269-865/I-II Deutschlandradio Kultur
- 2. Passionsoratorium – Herr, bin ich’s? – 1970 – Evangelische Verlagsanstalt
- 3. Passionsoratorium – “Ich bin’s!” Quo vadis, homo? – 1972 – Carus-Verlag
- Passionskantate – Es ist vollbracht – 1965 – Carus-Verlag
- Kantate auf den Karfreitag – Vater, vergib ihnen, denn sie wissen nicht, was sie tun – 1967 – Evangelische Verlagsanstalt
- Kleine Passionskantate – Dein Wille, Herr, geschehe! – 1971 – Evangelische Verlagsanstalt
- Liedmotette für die Passionszeit – O Traurigkeit, o Herzeleid – 1959 – Carus-Verlag
- Lied für die Passionszeit – Seht dort am Kreuze Gottes Sohn – Evangelische Verlagsanstalt
- Kleine Osterkantate – Der Tod ist verschlungen in den Sieg – Merseburger-Verlag
- Kantate zum Erntedank – Ich will dich erheben, mein Gott – 1954 – Merseburger-Verlag
- Kantate zur Reformation – Der Herr ist mein Fels und mein Hort – Hännsler-Verlag
- Kantate zum Bußtag – Psalm 32 – Text: Heinrich Vogel – Hännsler-Verlag
- Choral für Bußtag – Bußtag – Hännsler-Verlag
- Partita – Lobe den Herren, o meine Seele – 1973 – Carus-Verlag
- Partita – In dir ist Freude – Carus-Verlag
- Partita – Jesu, meine Freude – Carus-Verlag, Hännsler-Verlag
- Choral – Mein schönste Zier – Carus-Verlag
- Kantate – O Herr, mach mich zum Werkzeug deines Friedens – Text: Franz von Assisi – Hännsler-Verlag
- Choral – Nun singet und seid froh – Carus-Verlag
- Lied – Schmücket das Fest mit Maien – Carus-Verlag, Hännsler Verlag
- Lied – Aus der Tiefe rufe ich, Herr – Carus-Verlag
- Lied – Lobt Gott den Herrn, alle Heiden  – Carus-Verlag
- Lied – In deine Hand sind wir gegeben – Text: Adolf Scheer – Carus-Verlag
- Lied – Jetzt ist die Zeit – Text: Heinrich Vogel – Verlag Bärenreiter
- Lied – O Gott, hilf uns die Bürde tragen – Text: Adolf Scheer – Verlag Bärenreiter
- Lied – Ich weiß nicht, wann ich scheide – Text: Heinrich Vogel – Verlag Bärenreiter
- Lied – Helft unsern Brüdern in der Welt – Ökumenisches Liederhandbuch „cantate domino“, Evangelische Verlagsanstalt
- Lied – Jauchzet, Seelen – Text: Adolf Scheer – Verlag Bärenreiter
- Lied – Gib Frieden, Herr, gib Frieden, du unser Friedenshort – Text: altnorwegisch – Verlag Bärenreiter, Evangelische Verlagsanstalt
- Kantate – Psalm 88 – 1956 – Text: Heinrich Vogel – Evangelische Verlagsanstalt
- Kleine Kantate – Halleluja, dankt dem Herrn – 1962 – Text: Heinrich Vogel – aus Psalm 106 – Verlag Merseburger Berlin
- Choral – Psalm 117 Neue geistliche Chormusik – 1968 – Hännsler-Verlag
- Kantate am Abend und Kanon – Herr, bleibe bei uns – 1967 – Verlag Bärenreiter, Hännsler-Verlag
- Abendlied – Der Abend sinkt hernieder – Text: Adolf Scheer – Verlag Bärenreiter
- Abendlied – Wenn der Tag vorüber ist – Verlag Bärenreiter
- Orgelmusik – Befiel du deine Wege – Verlag Bärenreiter
- Orgelmusik – Ich rufe zu dir, Herr Jesu Christ – Verlag Bärenreiter
- Orgelmusik – Mit meinem Gott geh ich zu Ruh – Verlag Bärenreiter
- Lied zur Trauung und Konfirmation – In deine Hand sind wir gegeben – Text: Adolf Scheer – Hännsler-Verlag
- Lied zur Trauung und Konfirmation – Geh hin nach Gottes Willen – Carus-Verlag, Hännsler-Verlag
- Lied zur Konfirmation – Konfirmationslied – Text: Jochen Klepper – Evangelische Verlagsanstalt